# Löparen
Löparen är en ö i Finland. Den ligger i Skärgårdshavet och i kommunen Kimitoön i den ekonomiska regionen  Åboland i landskapet Egentliga Finland, i den sydvästra delen av landet. Ön ligger omkring 53 kilometer söder om Åbo och omkring 130 kilometer väster om Helsingfors.
Öns area är 8,3 hektar och dess största längd är 480 meter i nord-sydlig riktning. Ön höjer sig omkring 20 meter över havsytan.